# Fong Yee Pui
Fong Yee Pui (chiń. 方綺蓓; ur. 24 grudnia 1991 w Hongkongu) – sprinterka reprezentująca Hongkong, uczestniczka Letnich Igrzysk Olimpijskich 2012.

## Udział w imprezach międzynarodowych
10 marca 2012 wystąpiła w eliminacjach do biegu na 60 m podczas halowych mistrzostw świata w Stambule. wystartowała w trzecim biegu. Uzyskała czas 7,67 i zajęła 5. miejsce, nie kwalifikując się tym samym do dalszej rundy.
3 sierpnia 2012 podczas igrzysk w Londynie wystartowała w eliminacjach do biegu na 100 metrów. Wystąpiła w trzeciej grupie. Uzyskała czas 12,02 i zajęła drugie miejsce, tym samym kwalifikując się do ćwierćfinału. W nim pobiegła w grupie pierwszej; przybiegła z czasem 11.98 i zajęła ostatnią - 8. pozycje, kończąc tym samym olimpijskie zawody.
Fong 11 sierpnia 2013 wystartowała na MŚ w Moskwie. W eliminacjach wystąpiła w biegu czwartym. Z czasem 12,15 zajęła 7. miejsce i nie zakwalifikowała się do następnej rundy.
8 marca 2014 wystartowała na halowych MŚ w Sopocie. W eliminacjach, podczas których rywalizowała w grupie drugiej uzyskała czas 7,58 i zajęła 6. miejsce.
| Zawody                 | Konkurencja   | Eliminacje | Eliminacje | Ćwierćfinał | Ćwierćfinał | Półfinał | Półfinał | Finał | Finał   |
| Zawody                 | Konkurencja   | Wynik      | Miejsce    | Wynik       | Miejsce     | Wynik    | Miejsce  | Wynik | Miejsce |
| ---------------------- | ------------- | ---------- | ---------- | ----------- | ----------- | -------- | -------- | ----- | ------- |
| Halowe MŚ Stambuł 2012 | Bieg na 60 m  | 7,67       | 5.         | NQ          | NQ          | NQ       | NQ       | NQ    | NQ      |
| LIO Londyn 2012        | Bieg na 100 m | 12,02      | 2.         | 11,98       | 8.          | NQ       | NQ       | NQ    | NQ      |
| MŚ Moskwa 2013         | Bieg na 100 m | 12,15      | 7.         | NQ          | NQ          | NQ       | NQ       | NQ    | NQ      |
| Halowe MŚ Sopot 2014   | Bieg na 60 m  | 7,58       | 6.         | NQ          | NQ          | NQ       | NQ       | NQ    | NQ      |

## Rekordy życiowe
| Konkurencja   | Czas  | Miejsce  | Data             |
| ------------- | ----- | -------- | ---------------- |
| 100 m         | 11,79 | Zhaoqing | 14 kwietnia 2012 |
| 400 m         | 59,32 | Hongkong | 30 maja 2009     |
| 60 m (w hali) | 7,55  | Zhaoqing | 15 lutego 2014   |
| 60 m (w hali) | 7,55  | Zhaoqing | 15 lutego 2014   |

Źródło: